# Cratere Remus
Remus è un cratere sulla superficie di Dione. Trae nome da Remo, condottiero rutulo decapitato nel sonno da Niso nell'Eneide.